# Красный Кут (Донецкая область)
Красный Кут (укр. Красний Кут) — село в Дружковской городской общине Краматорского района Донецкой области Украины.

## Общие сведения
Население по переписи 2001 года составляло 71 человек. Почтовый индекс — 84291. Телефонный код — 6267.

## Местная власть
84205, Донецкая область, Краматорский район, г. Дружковка, ул. Соборная, 16.